# رابرت هنل
رابرت اِی. هِنل (به انگلیسی: Robert A. Henle)‏ (۱۹۲۴ – ۲۷ ژانویهٔ ۱۹۸۹) دانشمند و مهندس برق اهل ایالات متحدهٔ آمریکا بود. او در فنّاوری نیم‌رسانا شرکت داشت.

هِنل در سال ۱۹۸۷ برندهٔ مدال ادیسون انجمن مهندسان برق و الکترونیک شد.